# Jorge Said
Jorge Said (Linares, 19 de octubre de 1965) es un periodista y corresponsal de guerra chileno-estadounidense de origen palestino.

## Biografía
Nacido en Linares, el 19 de octubre de 1965, es hermano de la cineasta franco-chilena Marcela Said. Su familia paterna tienes raíces palestinas, ya que su abuelo emigró a Chile desde Beit Sahur. Jorge estudió periodismo en la Pontificia Universidad Católica de Chile, entre los años 1981-1986. Realizó posteriormente su práctica en el desaparecido RTU (actual Chilevisión), en el programa Extra Jóvenes.
En 1986 ganó el premio del Festival Franco Chileno de Video Arte, consiguiendo una pasantía a Francia para realizar proyectos de diarios de viaje.
Posteriormente trabajó en diversos medios de España y Francia, antes de volver a Chile en 1997 para ejercer como Director Audiovisual y Editor Periodístico del desaparecido Canal 2 Rock&Pop. Tras esto se radicó en Los Ángeles, y desde 2009 comenzó a filmar una serie de diarios de viajes por más de 70 países.
Ha trabajado como corresponsal de guerra independiente en la guerra de Irak, la Primavera Árabe, la guerra civil siria, la guerra de Afganistán, la guerra en el Donbass, y la guerra ruso-ucraniana. Fue el único periodista chileno presente en la guerra civil siria, y el único chileno en la Afganistán ocupada por los talibanes.
Desde 2021 produce, conduce y dirige el programa Buscando a Dios, para History 2.

## Filmografía

### Televisión
- Las últimas tribus (Canal 13, (2017-2018))
- Buscando a Dios (Canal 13, (2019, 2022))
- El peregrino (History Channel, (2023-2024))
- Secretos de un Reportero (Canal 13C, (2024-presente))